# پونته بوجانزه
پونته بوجانزه (به ایتالیایی: Ponte Buggianese) یک کومونه در ایتالیا است که در استان پیستویا واقع شده‌است.

## خصوصیات
پونته بوجانزه ۲۹ کیلومترمربع مساحت و ۷٬۶۱۸ نفر جمعیت دارد و ۱۸ متر بالاتر از سطح دریا واقع شده‌است.

## خواهرخوانده
شهر Mijek خواهرخواندهٔ پونته بوجانزه هست.